# Bernt Notke
Bernt Notke (Lassan in Pomerania, 1435 circa – Lubecca, prima del 12 maggio 1509) è stato un pittore e scultore tedesco molto famoso nel Nordeuropa, forse il più noto nell'Est durante il medio evo.
Notke risiedette a Lubecca come artista presso Hermen Rode nel periodo di massima importanza della Lega anseatica. Visse pure in svariate città del Nord Europa. Uno dei suoi allievi più importanti è stato Henning von der Heyde.
Quasi sicuramente la sua preparazione come pittore di cartoni per gli affreschi fu almeno parzialmente influenzata dalle tappezzerie di Pasquier Grenier di Tournai.

## Opere
Tra le sue opere più famose si segnalano:

### Estonia
- Altare della Chiesa dello Spirito santo di Tallinn
- Danza macabra della Chiesa di San Nicolò (in estone: Niguliste kirik) di Tallinn, parzialmente conservata;

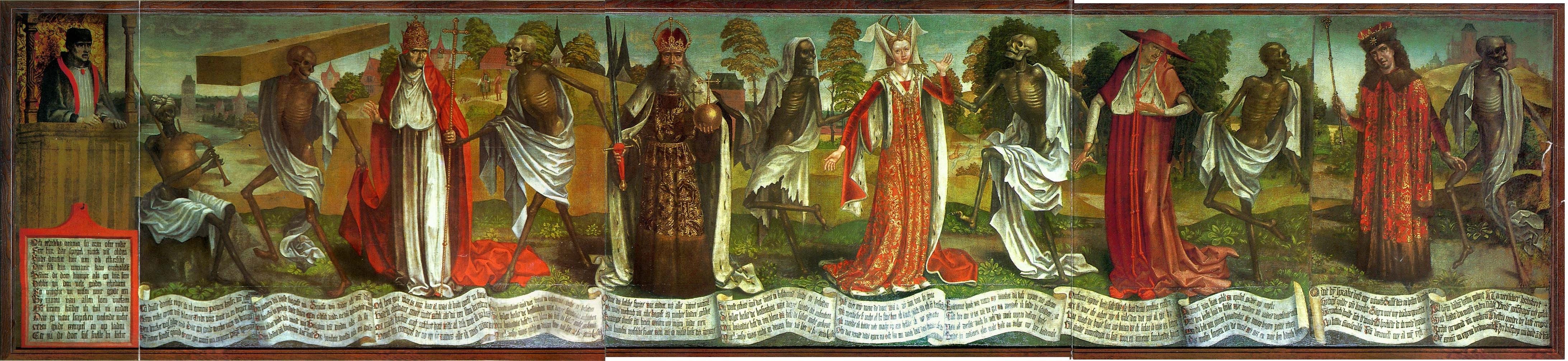
Frammento della Danza macabra presso la Chiesa di San Nicolò di Tallinn

### Svezia
- Altare della Chiesa di san Nicolò di Stoccolma
- San Giorgio e il drago: un colossale gruppo scultoreo nella chiesa di San Nicolò di Stoccolma rappresentante San Giorgio, eseguito, insieme ad alcuni collaboratori come Heinrich Wylsynck[2], per il reggente svedese Sten Sture in ricordo della Battaglia di Brunkeberg. Una copia in gesso si trova presso il Museo della Chiesa di Santa Caterina a Lubecca.

### Germania
- Lubecca
  - Danza macabra per la Marienkirche di Lubecca (nel 1701 ne fu eseguita una copia dal pittore Anton Wortmann, distrutta nel 1942). Un'altra versione è conservata a Tallinn;
  - Messa di San Gregorio, sempre nella Marienkirche, che ha subito la stessa sorte;
  - Stele funeraria di bronzo eseguita per la famiglia Hutterock (1505) presso la Marienkirche;
  - Altare di San Giovanni dei mercanti nella Chiesa di Sant'Anna di Lubecca.
  - Triumphkreuz nella Cattedrale di Lubecca del 1477.

### Danimarca
- Altare della Cattedrale di Aarhus

### Norvegia
- Altare della Chiesa di Trondenes presso Harstad.

## Elenco degli aiutanti di Notke
- Maestro della Passione di Tallinn

## Galleria d'immagini

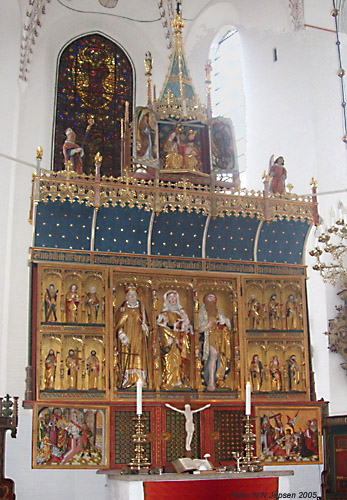
Altare nella cattedrale di Århus
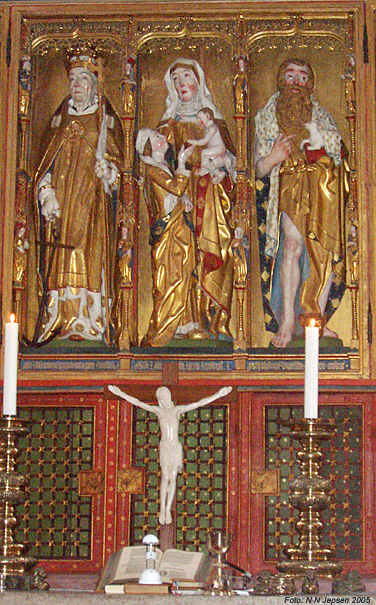
Dettaglio dell'altare di Århus
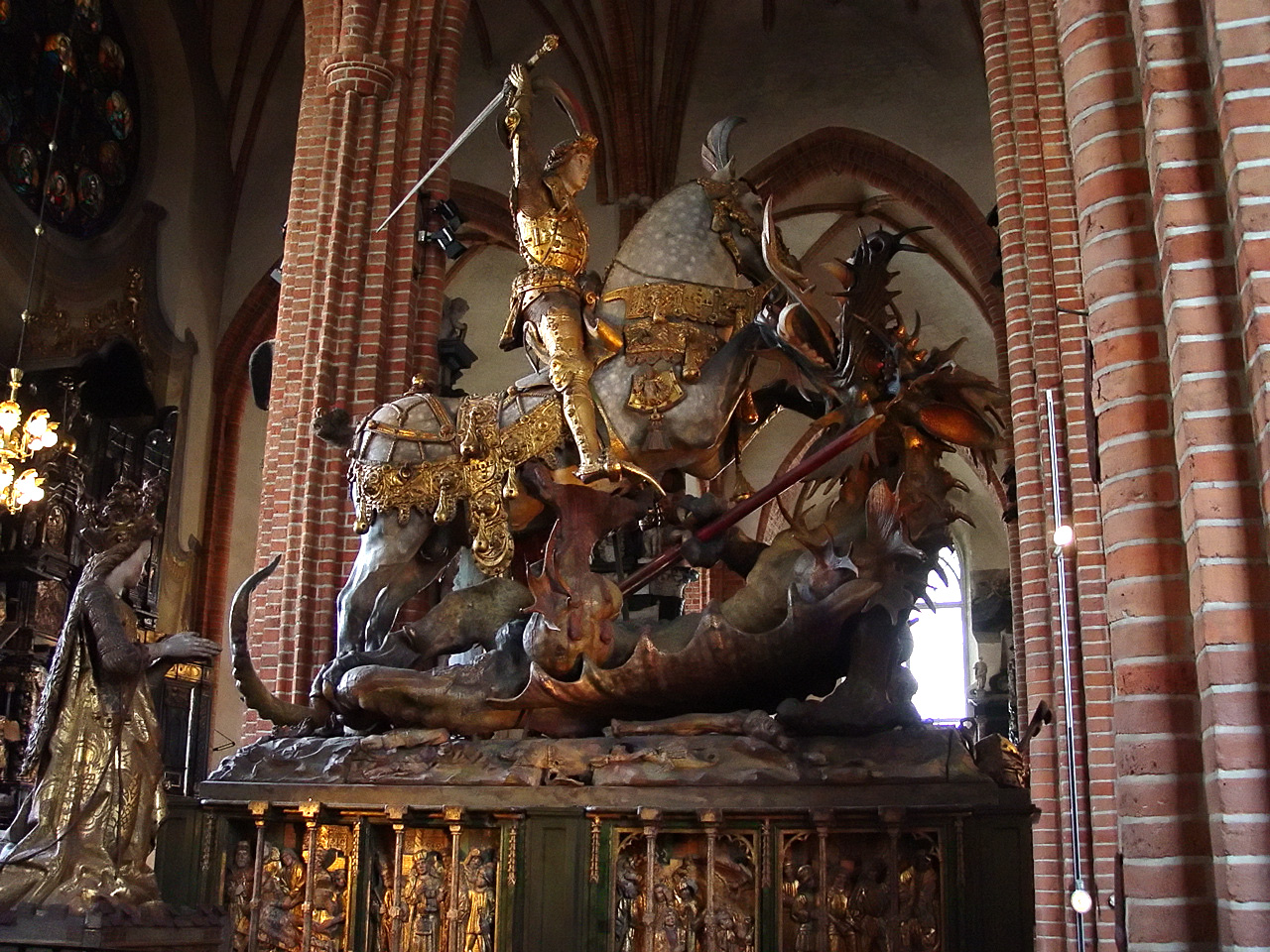
San Giorgio uccide il drago nella Storkyrkan di Stoccolma
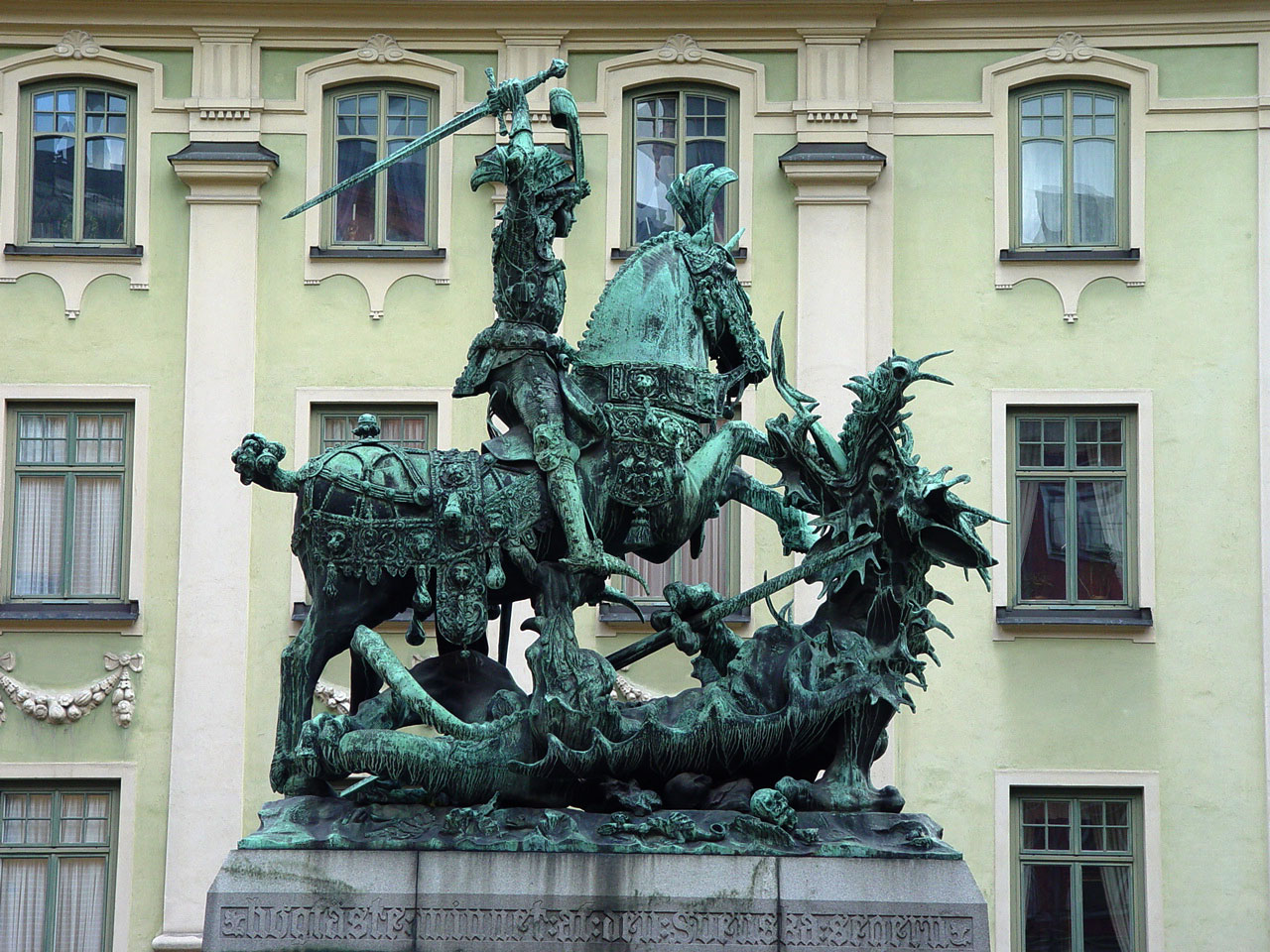
Statua di San Giorgio a Stoccolma (Riproduzione in bronzo del 1912)
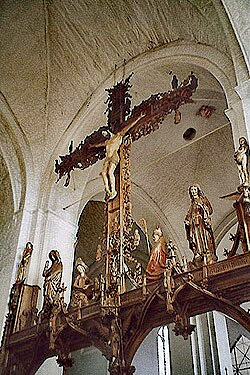
Triumphkreuz nella chiesa di Lubecca
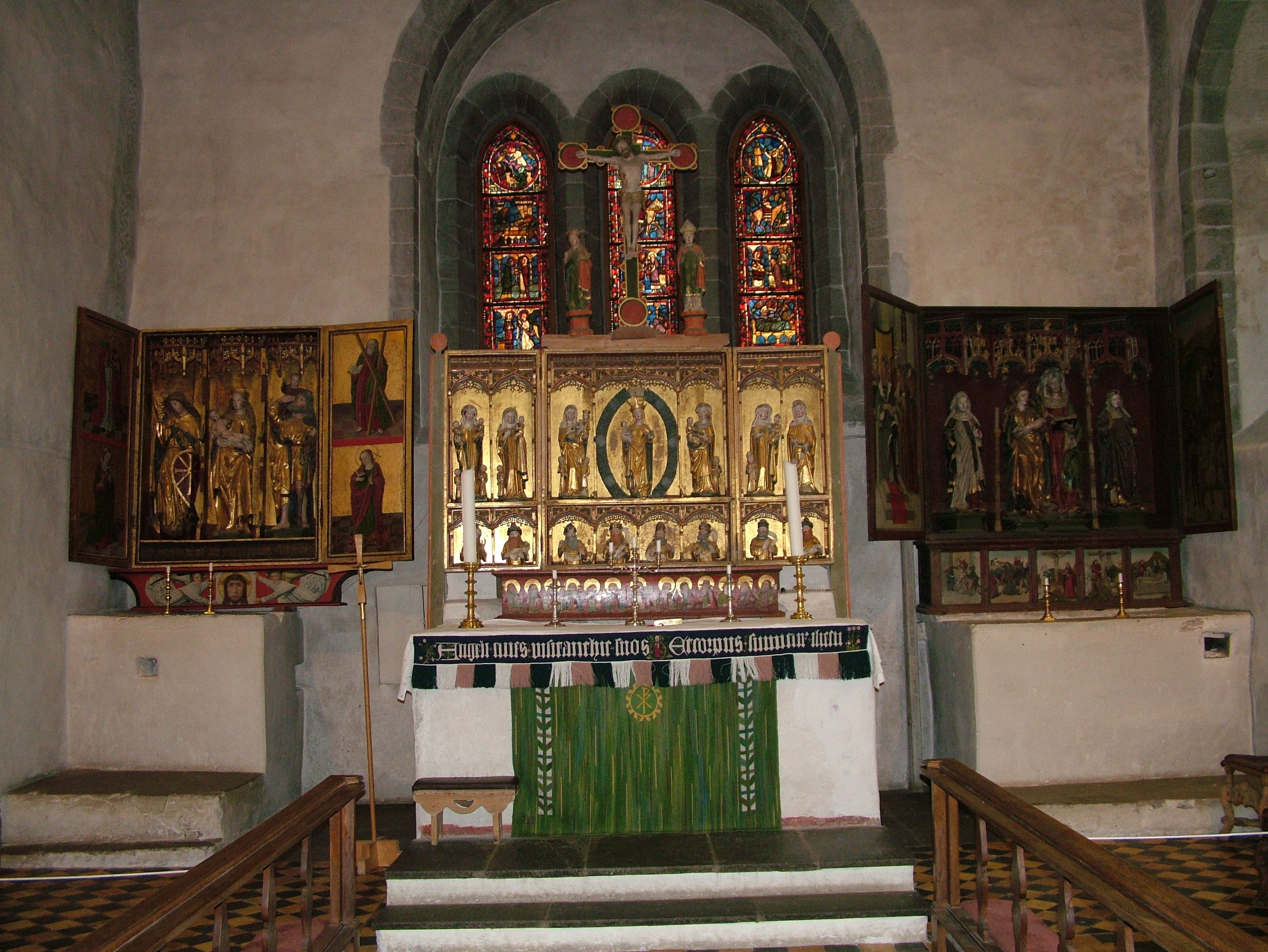
Interno della chiesa di Trondenes